# Бутун Киргизстан
Бутун Киргизстан (кирг. Бүтүн Кыргызстан, трансліт. Bütün Kırgızstan Об'єднаний Киргизстан) — націоналістична політична партія в Киргизстані, заснована 2010 року. Як правило, має більшу популярність на півдні країни. Партію очолює Адахан Мадумаров, який безуспішно балотувався в президенти Киргизстану в 2011, 2017 та 2021 роках, посівши відповідно друге, третє та друге місце. Партія дотримується правої етнічної націоналістичної ідеології та підтримує президентську систему правління. Спочатку партія була створена для підтримки киргизстанських робітників-мігрантів у Росії. Перші місця у Жогорку Кенеші партія отримала на парламентських виборах 2020 року.

## Відомі члени
- Женіш Молдокматов
- Колишній заступник міністра внутрішніх справ Меліс Турганбай
- Альмурза Сатибалідієв